# Iporanga
Iporanga è un comune del Brasile nello Stato di San Paolo, parte della mesoregione di Itapetininga e della microregione di Capão Bonito.

## Geografia
Si trova nel cuore della Foresta Atlantica, lungo le rive del fiume Ribeira de Iguape e alla foce del Ribeirão Iporanga. È nota come "Capitale delle Grotte", per l'elevata incidenza di grotte calcaree nel territorio comunale. Ci sono circa 360 grotte catalogate, la più grande concentrazione in Brasile e forse nel mondo.

## Comunicazione
La città era servita dalla Società di telecomunicazioni statale di San Paolo (COTESP), che nel 1974 costruì la centrale telefonica ancora utilizzata. Nel 1975 ha iniziato ad essere assistito da Telecomunicações de São Paulo (TELESP)  , fino a quando nel 1998 questa azienda è stata privatizzata e venduta a Telefônica. Nel 2012 l'azienda ha adottato il marchio Vivo per le sue operazioni di telefonia fissa.

## Turismo
Il comune è circondato da unità di conservazione, tra cui spiccano il Parco Statale della Caverna do Diabo e il Parco Statale Turistico dell'Alto Ribeira - PETAR , che si estende per circa 35712 ettari e contiene il prezioso patrimonio naturale, composto da siti speleologici e paleontologici , archeologico e storico, oltre alla grande diversità biologica caratteristica della Foresta Atlantica conservata in tutta la sua estensione. Nel 1999, questa regione è stata riconosciuta come Patrimonio dell'Umanità da parte dell'UNESCO.